# 실버 사건
실버 사건(シルバー事件, The Silver Case)은 그래스호퍼 매뉴팩처에서 개발하고 ASCII 엔터테인먼트에서 1999년 PlayStation용으로 출시한 어드벤처 비주얼 노벨 비디오 게임이다. 이 게임은 스다 고이치가 감독, 디자인 및 공동 집필했다. 리마스터 버전은 2016년 전 세계 그래스호퍼 매뉴팩처에서 Windows 및 macOS용으로 디지털 방식으로 출시되었으며, PlayStation 4용 물리적 릴리스인 포트는 2017년 NIS 아메리카에서 출시되었다. PlayStation 4 버전의 일본 릴리스는 니폰이치 소프트웨어에서 2018년 3월에 출시되었다. 리눅스 이식판은 2017년 8월에 출시되었다. Nintendo DS용 포트도 개발 중이었지만 스다의 최종 작품에 대한 불만으로 인해 출시되지 않았다. Nintendo Switch용 이식판은 2021년에 출시되었다.
배경은 1999년 현대 일본으로, 이후 작품에서 스다가 사용할 우주를 배경으로 한다. 24개 구역으로 불리는 도시 내에서 일련의 기괴한 살인 사건이 발생하고, 이에 따라 24개 구역 경찰국은 사건을 해결하기 위해 극악범죄수사대 소속 형사 두 명을 파견한다. 살인 사건은 곧 몇 년 전에 사망한 것으로 추정되는 악명 높은 연쇄 살인범 우에하라 카무이와 연관되어 있다. 게임플레이는 텍스트 기반 상황, 포인트 앤 클릭 메커니즘, 대화형 질문 및 답변 세그먼트를 중심으로 진행된다.
실버 사건은 그래스호퍼 매뉴팩처의 데뷔 타이틀로 1998년 스튜디오 설립과 함께 개발을 시작했다. 제한된 직원과 리소스가 있었기 때문에 스다는 자산을 최대한 활용하기 위해 창 기반 스토리텔링을 고안했다. 스다, 오오카 마사히, 카토 사코가 쓴 이 이야기는 범죄와 서로 다른 측면의 사람들의 충돌을 주제로 전개되었다. 이 주제는 스다가 개발한 이후 타이틀에서 반복되는 특징이 되었다. 캐릭터 디자인은 미야모토 타카시, 작곡은 타카다 마사후미가 맡았다.
리마스터 이전에는 스다가 서양권 출시를 원했음에도 불구하고 이 게임은 일본 이외의 지역에서 출시되지 않았다. 이는 스다와 다른 사람들이 게임의 대화와 텍스트 기반 퍼즐을 적절하게 번역하고 현지화하는 데 대한 우려 때문이라고 생각했다. 현지화는 그래스호퍼 매뉴팩쳐와 협력하여 액티브 게이밍 미디어(Active Gaming Media)에서 처리했다. 원본 버전은 일본에서 긍정적인 평가를 받은 반면, 리마스터 버전은 언론인으로부터 일반적으로 엇갈린 의견을 받았다. 모바일용 속편은 2005년에 출시되었으며, 리마스터 출시의 성공에 따라 리메이크되었다.